# Сенько Іван Михайлович
Іван Михайлович Сенько (народився 26 травня 1937 в селі Келечин Міжгірського району Закарпатської області) — український фольклорист, краєзнавець і літературознавець.

## Життєпис
Отримавши середню освіту (1955), завідував Тющанським сільським клубом у Міжгірському районі Закарпаття (1955—1956).
Служив у радянській армії (1956—1959).
Навчався на філологічному факультеті Ужгородського державного університету (1959—1964, викладач російського мови та літератури.)
Заочна навчався в аспірантурі при кафедрі російської літератури УжДУ (1964—1968), Працював завучем Новоселівської восьмирічної школи (1962—1967), лектором Межгорського районного комітету партії, інструктором відділу науки та навчальних закладів Закарпатського обкому партії (1968—1984).
З 1984 року — старший викладач, доцент, завідувач кафедрою російської літератури (з 1991) Ужгородського національного університету.
Кандидатська дисертація «Історичні пісні слов'янських народів про події ХІХ століття» захищена в 1989 році. в Інституті мистецтвознавства, Етнографії АН Білорусі.
Досліджував творчість Миколи Гоголя, поетику та етнологічні аспекти творчості українських та російських письменників ХІХ-ХХ століть — А. Пушкіна, М. Лермонтова, Г. Квітки-Основ'яненка, Т. Шевченка, Л. Толстого, Лесі Українки, І. Франка, М. Горького, С. Єсеніна, М. Булгакова, Б. Пастернака, а також літературний процес на Закарпатті у всеукраїнському контексті (творчість О. Духновича, Павловича, Ґренджі-Донського, Чендея, П. Скунця) і закарпатську тематику у творчості Носака-Незабудова, Ш. Петефі, Ольбрахта, Скляренка, Самчук.
Написав 28 книг (у тому числі в співавторстві): збірники народної творчості, монографії. Склав збірник матеріалів про рідний край, до 100-річчя з дня народження Закарпатського фольклориста-славіста П. Лінтура.
Він автор коментаря 3-6 томов «Історія карпатських русинів» (2002—2011), написав ряд біографічних оглядів людей, які своєю діяльністю активно сприяли розвитку культури Закарпаття.

## Книга нарисів про Верховину, Волівщину і Міжгірщину

Книга

Книгу-збірник «Верховина. Волівщина — Міжгірщина. Історико-культурологічні нариси» уклали культуролог Іван Завадяк та фольклорист і літературознавець Іван Сенько. Крім них, матеріали подали численні журналісти, історики, філологи, письменники, краєзнавці: М. Рошко, М. Вовчок, Д. Воробець, Ю. Воробець, С. Бобинець, М. Сюсько, В. Міщанин, М. Белень, А. Дурунда, В. Пилипчинець, В. Кузьма-Маркович, О. Миголинець, В. Ільницький, М. Талапканич, Г. Могорита, М. Феденишинець, С. Мандзюк. Передмову написали М. Кічковський, А. Сербайло та ще живі на початку роботи над книгою Ю. Ільницький і М. Волощук. За словами одного з упорядників книги Івана Сенька, збірник вміщує довідки про кожне село, цікаві матеріали про край у пресі; інформацію про вихідців із Міжгірщини, серед яких загальновідомі Василь Ґренджа-Донський, Авґустин Волошин, Петро Скунць, Олекса Мишанич та інші. Василь Сенько є дописувачем цієї книжки.
Перший розділ містить історії 48 населених пунктів сучасного Міжгірського району, серед яких усі 44 нинішні офіційні населені пункти, обезлюднені Кужбеї та пару присілків (мікрорайонів), що удостоїлися окремої довідки. У другому розділі «З Міжгірщини родом» — 143 біографічні довідки, щедро ілюстровані портретами та іншими світлинами. Третій розділ «На Міжгірщині ходом» містить 135 довідки, про уродженців інших регіонів і держав, які так чи інакше пов'язані з цим районом. Третій розділ «На Міжгірщину ходом» — про тих, хто щось зробив для краю, перебуваючи на Верховині. До прикладу, десяток картин намалював Володимир Микита, перебуваючи в цьому куточку Закарпаття. «Матеріали книги дуже розмаїті, описано десь 300 постатей. Авторів понад сто», — коментує Іван Сенько. Серед авторів статей — десятки випускників та працівників УжНУ, зокрема Дмитро Федака, Михайло Рошко, Ольга Пискач, Марія Козак, Степан Бобинець, Василь Ільницький та ін. Іван Сенько- науковець, доцент кафедри російської мови, написав більше 40 книжок, (Іван є рідним братом Василя Сенька)

## Відзнаки
Відмінник освіти України (1973).